# Youth (Shawn Mendes)
Youth è un singolo del cantautore canadese Shawn Mendes, pubblicato il 3 maggio 2018 come terzo estratto dal terzo album in studio Shawn Mendes.

## Descrizione
Il titolo della canzone è stato confermato per la prima volta dopo che Shawn ha condiviso le tracce dell'album. Il 1 maggio, Mendes ha annunciato la pubblicazione del singolo sul suo profilo Twitter con un'immagine del testo: "you can't take my youth away". Khalid ha ritweetato il post di Mendes aggiungendo una parte del testo corrispondente con alcuni cuori: "Pain, but I won't let it turn into hate". I frammenti del testo sono stati rivelati anche su poster pubblicitari a New York, Los Angeles, Chicago, Miami, Washington DC, Toronto, Londra, Berlino, Stoccolma, Rio, e Melbourne.

## Accoglienza
Sam Prance di MTV News ha considerato il brano come "uno dei più esemplari e positivi dell'anno sino a questo momento", scrivendo che "le voci di Shawn e Khalid si fondono perfettamente l'una con l'altra".

## Classifiche
| Classifica (2018) | Posizione massima |
| ----------------- | ----------------- |
| Australia         | 19                |
| Austria           | 18                |
| Belgio (Fiandre)  | 54                |
| Canada            | 22                |
| Danimarca         | 14                |
| Francia           | 82                |
| Germania          | 43                |
| Irlanda           | 29                |
| Italia            | 57                |
| Norvegia          | 18                |
| Nuova Zelanda     | 22                |
| Paesi Bassi       | 13                |
| Regno Unito       | 35                |
| Repubblica Ceca   | 13                |
| Slovacchia        | 11                |
| Spagna            | 79                |
| Stati Uniti       | 65                |
| Svezia            | 23                |
| Svizzera          | 19                |
| Ungheria          | 15                |